# Биг Стоун Сити (Јужна Дакота)
Биг Стоун Сити (енгл. Big Stone City) град је у америчкој савезној држави Јужна Дакота.

## Демографија
По попису из 2010. године број становника је 467, што је 138 (-22,8%) становника мање него 2000. године.
| Група             | 2000.       | 2010.       |
| Белци             | 600 (99,2%) | 456 (97,6%) |
| Афроамериканци    | 0 (0,0%)    | 0 (0,0%)    |
| Азијати           | 0 (0,0%)    | 2 (0,4%)    |
| Хиспаноамериканци | 0 (0,0%)    | 6 (1,3%)    |
| Укупно            | 605         | 467         |